# Дзигасов, Артур Петрович
Артур Петрович Дзигасов (укр. Артур Петрович Дзигасов; 4 марта 1962, Ардон, Северо-Осетинская АССР, РСФСР, СССР) — советский и украинский борец греко-римского стиля, обладатель Кубка мира, участник Олимпийских игр.

## Спортивная карьера
Выступал за спортивное общество «Украина» и тернопольскую СДЮШОР по греко-римской борьбе. В июне 1991 года в Запорожье завоевал бронзовую медаль на Спартакиаде народов СССР. В октябре 1994 года в венгерском Кечкемете стал обладателем Кубка мира как в личном зачёте, так и в команде. В июле 1996 года на Олимпийских играх в американской Атланте на стадии 1/16 финала победил турка Назми Авлуджу, в 1/8 финала прошёл немца Эрика Хана, 1/4 финала пропускал, в полуфинале проиграл Марко Асселю, в утешительной схватке проиграл поляку Юзефу Трачу, на схватку за 5 место против россиянина Мнацакан Искандарян не явился, за что был дисквалифицирован и занял итоговое 19 место. Является 10-ти кратным чемпионом Украины. После окончания спортивной карьеры работает тренером. До 2012 года работал старшим тренером города Киева ШВСМ. С 2013 года работает главным тренером сборной Украины по греко-римской борьбе.

## Спортивные результаты
- Спартакиада народов СССР 1991 — ;
- Чемпионат Европы по борьбе 1993 — 4;
- Чемпионат Европы по борьбе 1994 — 5;
- Чемпионат мира по борьбе 1994 — 24;
- Кубок мира по греко-римской борьбе 1994 — ;
- Кубок мира по греко-римской борьбе 1994 (команда) — ;
- Чемпионат Европы по борьбе 1995 — 5;
- Чемпионат мира по борьбе 1995 — 16;
- Чемпионат Европы по борьбе 1996 — 4;
- Олимпийские игры 1996 — 19;

## Личная жизнь
В 1982 году окончил Киевский государственный институт физической культуры. Сын: Зелимхан — призёр чемпионата Украины. Дочь: Рената ( 10.04.2000) от украинской певицы Ирины Борисюк. Погибла в ДТП возле Львова 15.12.2024 года. 